# Präsidentschaftswahl in den Vereinigten Staaten 1932
Die Präsidentschaftswahl in den Vereinigten Staaten 1932 vom 8. November 1932 fand statt, als die Auswirkungen des Börsencrashs von 1929 und die damit einhergehende Great Depression überall im Land präsent waren. Auf der ganzen Welt spürten die Regierungen den Druck, radikalen Lösungen – sogar sozialistischen und faschistischen – nachzugeben, um die Wirtschaftskrise zu meistern. Vor diesem Hintergrund sank die Zustimmung zur Politik und Person von Präsident Herbert Hoover.
Er wurde von dem Demokraten Franklin D. Roosevelt herausgefordert, der die Wahl klar für sich entscheiden konnte und damit einen Politikwechsel einleitete. Auch im Kongress konnten sich die Demokraten in beiden Kammern klare Mehrheiten sichern.

## Kandidaten

### Republikaner
Republikanische Kandidaten: 

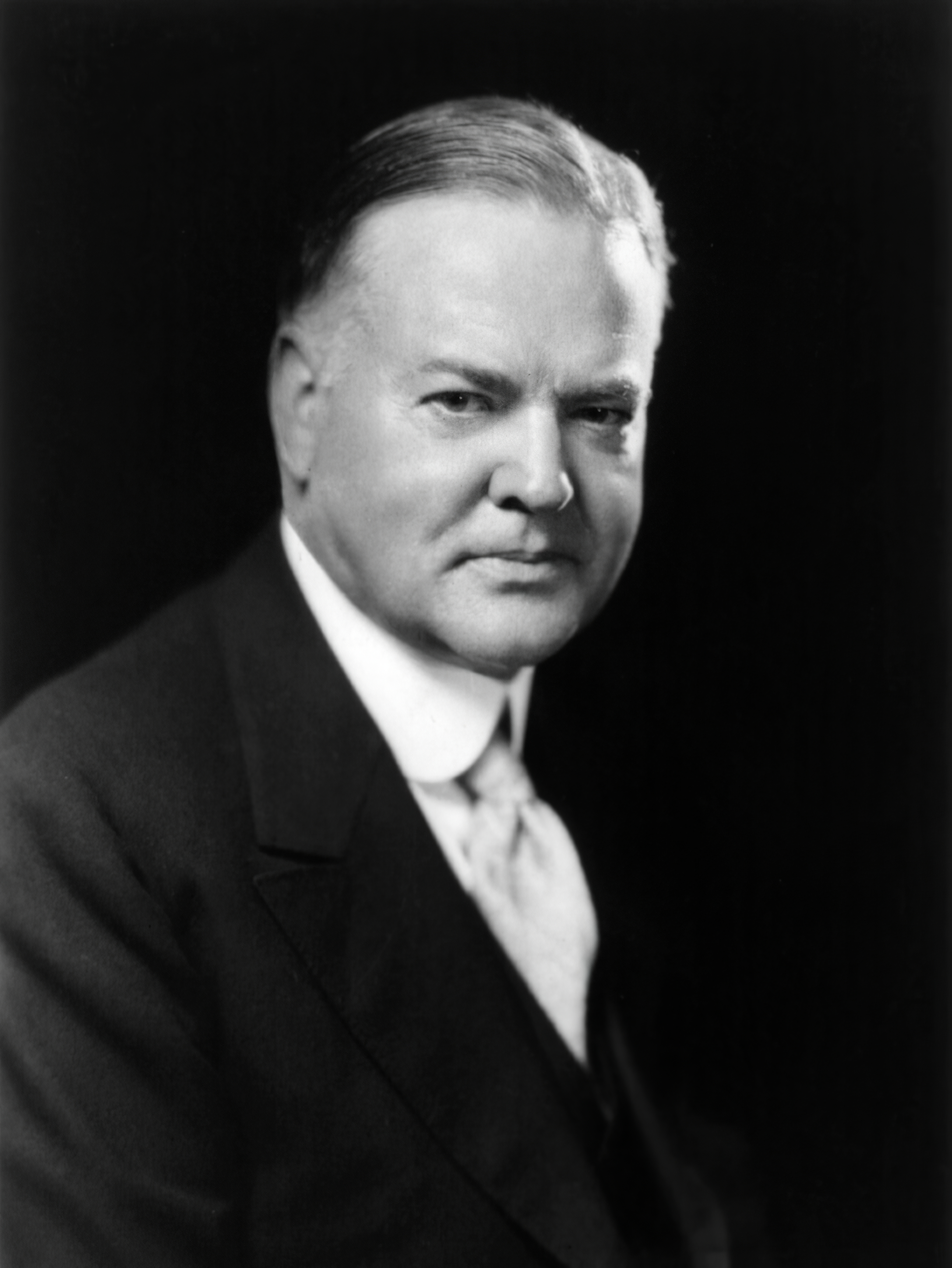
Präsident Herbert Hoover
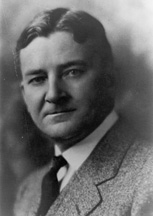
Senator John J. Blaine
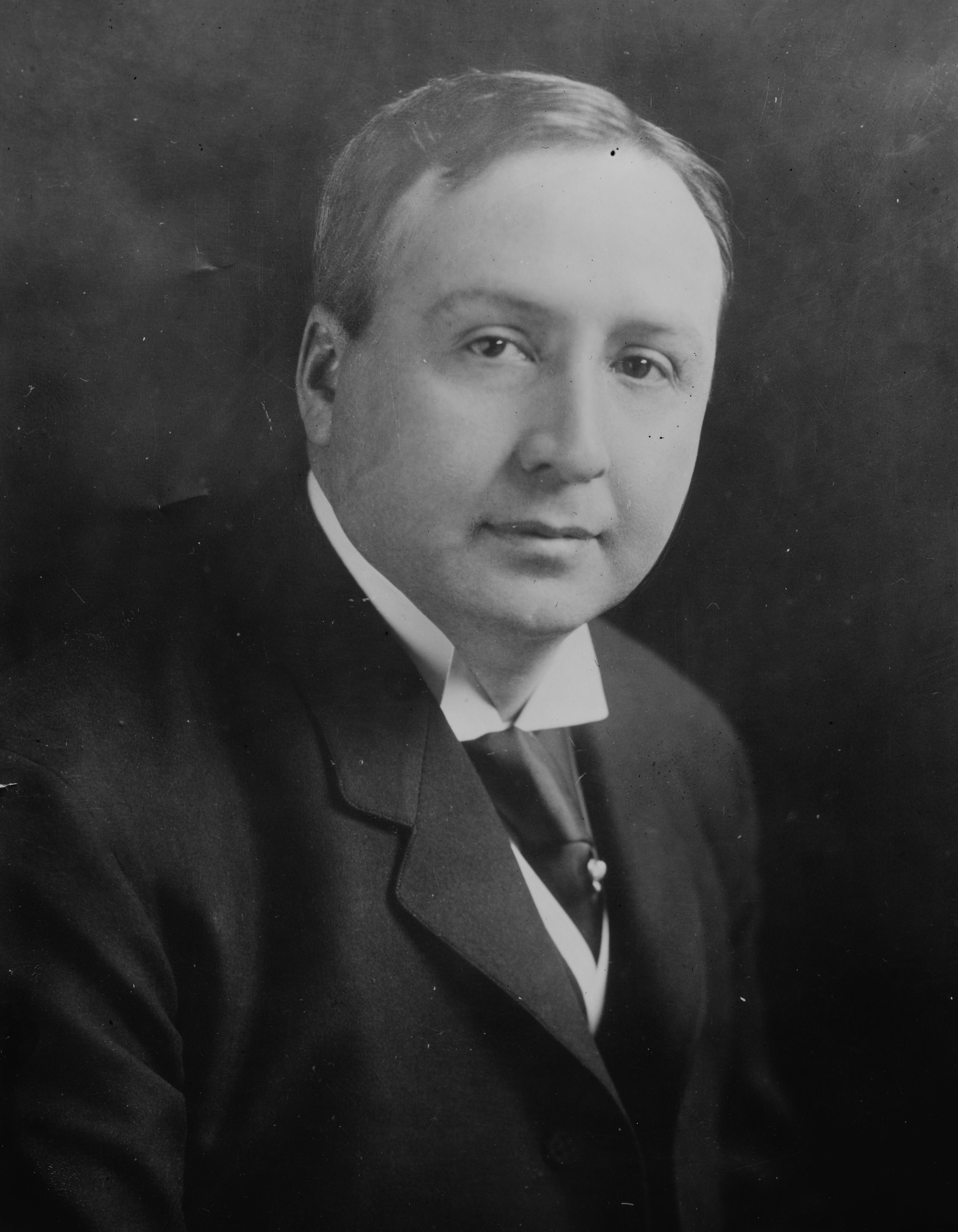
Ehemaliger Senator Joseph I. France
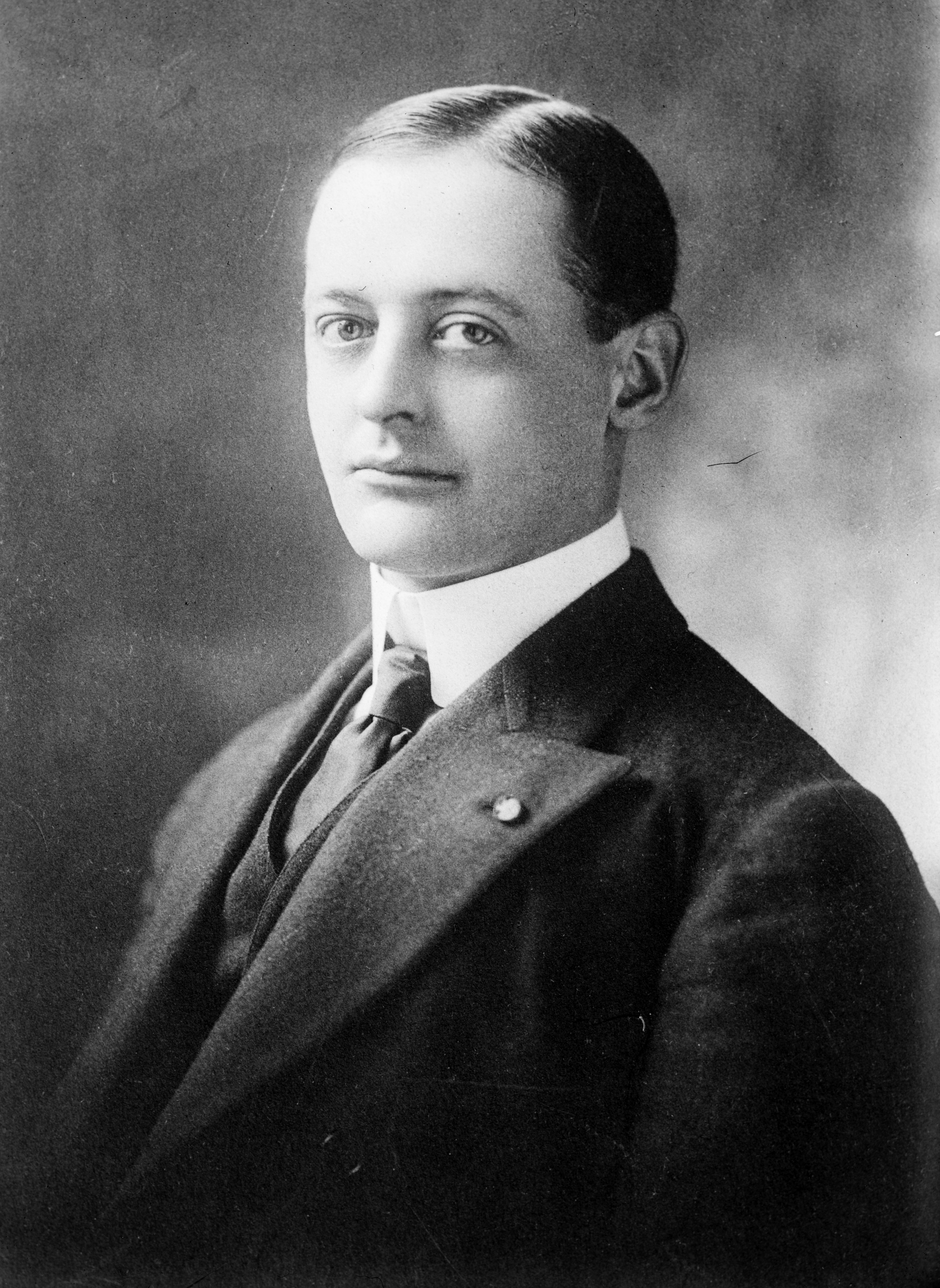
Ehemaliger Senator James Wolcott Wadsworth junior

Zu Beginn des Jahres hofften die Republikaner, dass die Talsohle der Depression überschritten war, und waren deshalb der Ansicht, dass Präsident Hoover die Wahl am ehesten gewinnen könnte. Der frühere Senator Joseph Irwin France war Hoovers Gegenkandidat in den Primaries und siegte dort oftmals – allerdings stieg Hoover erst zu einem späteren Zeitpunkt ein, France hatte also keinen Gegner. Deshalb werden seine Siege bei den Primaries auch durch folgende Tatsachen getrübt: Erstens gelang es Hoover, France in seinem Heimatstaat Maryland zu besiegen, und zweitens wurden nur wenige Delegierte für den Parteitag wirklich in den Primaries gewählt. Die Mehrheit der Delegierten wurde durch die lokalen Parteivorstände bestimmt.
Hoovers Parteitagsmanager führten streng Regie und erlaubten keine negativen Äußerungen über den Kurs des Landes. Hoover wurde im ersten Wahlgang mit 98 % der Stimmen gewählt. Sowohl die eher ländlich geprägten Republikaner als auch die eher ökonomisch geprägten versuchten, die erneute Nominierung von Vizepräsident Charles Curtis zu verhindern, der dann nur mit 55 % gewählt wurde.

### Demokraten
Demokratische Kandidaten: 

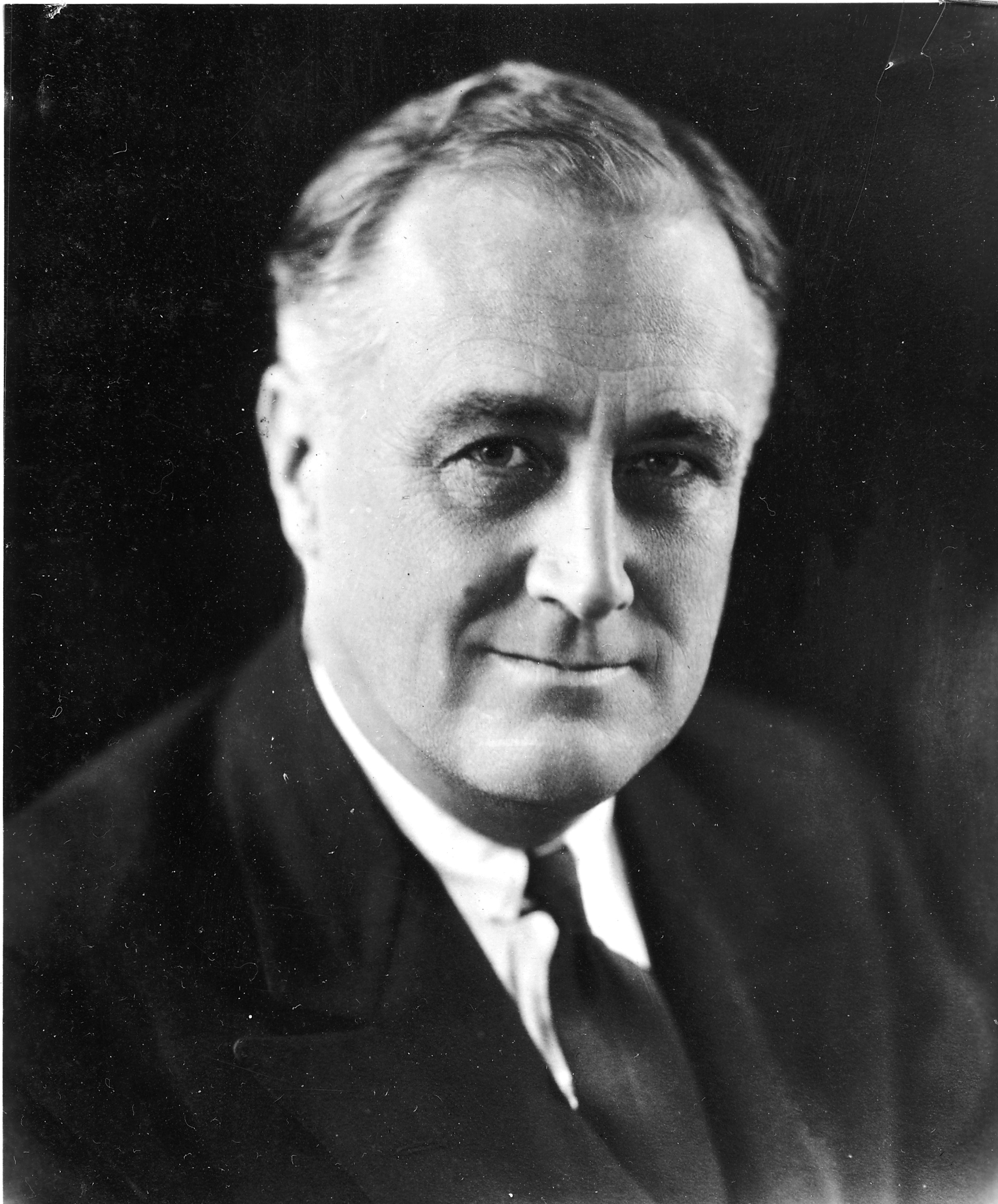
Gouverneur von New York Franklin D. Roosevelt
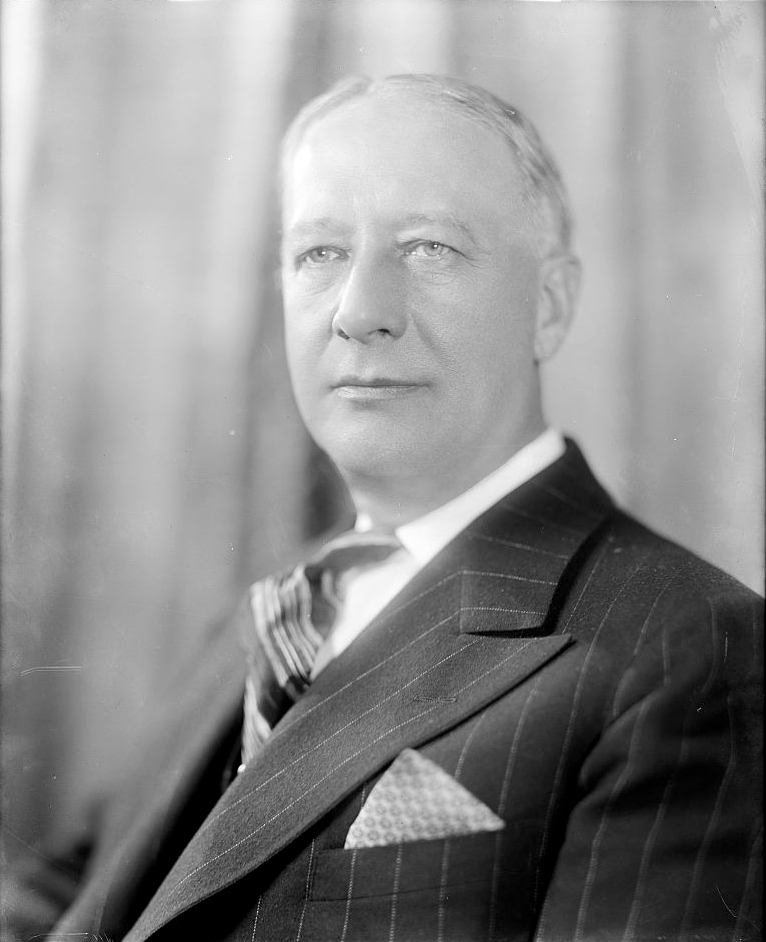
Ehemaliger Gouverneur von New York Alfred E. Smith
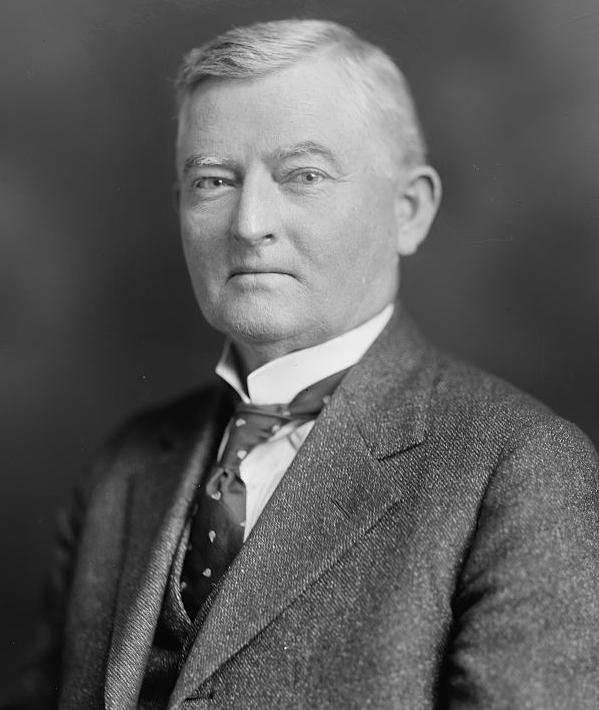
Sprecher des Hauses John Nance Garner

Auf der Democratic National Convention in Chicago gelang es Franklin D. Roosevelt im vierten Wahlgang, die Nominierung seiner Partei zu erhalten. Er triumphierte über John Nance Garner, den Sprecher des Repräsentantenhauses, und den Kandidaten der Wahl von 1928, Alfred E. Smith. Roosevelt machte Garner im Gegenzug zum Kandidaten für die Vizepräsidentschaft. Mit der Nominierung des Texaners Garner sollte auch der konservative Parteiflügel aus dem Süden befriedet werden, nachdem mit dem New Yorker Gouverneur Roosevelt ein linksliberal eingestellter Kandidat ins Rennen geschickt worden war. Die Demokraten befürworteten eine Aufhebung der seit 1920 herrschenden Prohibition und sprachen sich dafür aus, dass die einzelnen Bundesstaaten gesetzliche Regelungen treffen sollten.
Nach seiner Nominierung brach Roosevelt mit der Tradition, indem er diese auf dem Parteitag persönlich annahm. Bei seiner Rede sprach er von seinem Ziel, einen umfassenden Reformprozess einzuleiten.
Als Campaign Song verwendete Roosevelt in seinem Wahlkampf das Lied Happy Days Are Here Again, das seither als inoffizielle Parteihymne der Demokraten gilt.

### Weitere Kandidaten
Für die Sozialisten trat Norman Thomas an, die Kommunistische Partei nominierte William Z. Foster, William D. Upshaw stieg für die Prohibitionisten in den Ring, William Harvey für die Liberty Party und Verne Reynolds für die Sozialistische Arbeiterpartei. Alle diese Kandidaten kamen zusammen auf weniger als 3 % der Stimmen.

## Wahlkampf

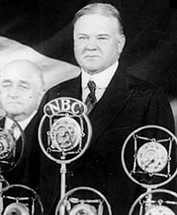
Hoover im Wahlkampf 1932

Hauptthema des Wahlkampfes war die Great Depression. Während der sich immer stärker zuspitzenden Great Depression, der größten Staatskrise seit dem Amerikanischen Bürgerkrieg, äußerte Hoover in der Öffentlichkeit keine Emotionen hinsichtlich der zunehmenden Verelendung. Ihm wurden unter anderem deshalb Mitleidlosigkeit und Härte vorgeworfen, so hieß es, er gestehe Armen lediglich das Recht zu, „auf eigenen Beinen stehend zu sterben“, während er den Reichen bessere und größere Gelegenheiten sichere, „die Welt zu übernehmen“. Die linksliberale Zeitschrift The Nation klagte ihn des „kaltblütigen Mords“ an. Obwohl Hoover im letzten Jahr seiner Präsidentschaft schließlich zu staatsfinanzierten Hilfs- und Infrastrukturprogrammen in bis dahin noch nie gesehener Höhe überging, schied er als der unbeliebteste Präsident seit Rutherford B. Hayes 52 Jahre zuvor aus dem Amt. Die von ihm getroffenen Maßnahmen kamen zu spät, um noch Wirkung entfalten zu können. So verlor während seiner Präsidentschaft jeder vierte Farmer sein Land an seine Gläubiger und 5.000 Banken kollabierten, während pro Woche durchschnittlich 100.000 Arbeitsplätze verschwanden. 1932 war mit zwölf Millionen Arbeitslosen fast jeder vierte Amerikaner ohne Stelle. Ohne funktionierende Arbeitslosenversicherung standen die meisten vor dem Nichts und fristeten eine Elendsexistenz, oft in den nach dem Präsidenten benannten Hoovervilles, die noch Jahrzehnte Sinnbild der Weltwirtschaftskrise blieben.
Roosevelt gab den Republikanern die Schuld an der Wirtschaftskrise, deren Politik der Deregulierung der Wall Street zum Börsencrash am Schwarzen Donnerstag und einer Verelendung weiter Teile der Gesellschaft geführt hätten. Auch forderte er eine Aufhebung der bestehenden Prohibition, dem Verkaufsverbot von Alkohol. Auch innerhalb der Republikanischen Partei sprachen sich Politiker für ein Ende des Verbots aus. Dadurch entstünden, so Roosevelt, auch neue und dringend benötigte Steuereinnahmen. Ohnehin war die Prohibition in der US-Bevölkerung äußerst unpopulär.

## Ergebnis

Ergebnisse nach Countys: Blaue Countys wurden von Roosevelt gewonnen, rot unterlegte von Hoover. Je kräftiger die jeweilige Farbe, desto größer der Vorsprung an Stimmen

Die Wahl fand am 8. November 1932 statt. Roosevelt siegte mit 57,4 % der Stimmen deutlich vor Hoover, für den 39,7 % der Wähler gestimmt hatten. Von damals 48 Bundesstaaten erlangte Roosevelt in 42 eine Mehrheit der Stimmen. Damit sicherte er sich 472 Wahlmänner, auf seinen Kontrahenten entfielen 59 Elektoren aus sechs Bundesstaaten. In Summe erhielt Roosevelt 22,8 Millionen Stimmen, mehr als jeder andere Kandidat zuvor, obwohl sein prozentualer Stimmenanteil leicht unter denen von Warren G. Harding 1920 und Hoover 1928 lag (ein Rekord, den Roosevelt bei seiner Wiederwahl vier Jahre später brechen sollte). Roosevelts 472 Stimmen im Electoral College stellten in absoluten Zahlen ebenfalls einen Rekord auf, nachdem Hoover 1928 mit 444 Stimmen schon mehr als jeder andere erhalten hatte. Auch diesen Rekord brach Roosevelt 1936 erneut (523 Wahlmänner).
Es war das erste Mal seit 1876, dass ein demokratischer Kandidat die absolute Mehrheit der Stimmen erhielt sowie der erste Wahlsieg seit 1852 mit absoluter Mehrheit. Samuel J. Tilden unterlag 1876 trotz absoluter Stimmenmehrheit knapp im Electoral College. Alle übrigen Wahlerfolge der Demokraten seit 1852 kamen nur durch eine relative Mehrheit zustande.
| Kandidat              | Partei | Partei                       | Stimmen    | Stimmen | Wahlmänner |
| Kandidat              | Partei | Partei                       | Anzahl     | Prozent | Wahlmänner |
| --------------------- | ------ | ---------------------------- | ---------- | ------- | ---------- |
| Franklin D. Roosevelt |        | Demokrat                     | 22.821.277 | 57,4 %  | 472        |
| Herbert Hoover        |        | Republikaner                 | 15.761.254 | 39,7 %  | 59         |
| Norman Thomas         |        | Sozialist                    | 884.885    | 2,2 %   | —          |
| William Z. Foster     |        | Kommunist                    | 103.307    | 0,3 %   | —          |
| William D. Upshaw     |        | Prohibitionist               | 81.905     | 0,2 %   | —          |
| William Hope Harvey   |        | Liberty Party                | 53.425     | 0,1 %   | —          |
| Verne L. Reynolds     |        | Sozialistische Arbeitspartei | 33.276     | 0,1 %   | —          |
| Gesamt                | Gesamt | Gesamt                       | 39.739.329 | 100 %   | 531        |

266 Stimmen waren für die Wahl zum Präsidenten notwendig.